# Aristide Nardini Despotti Mospignotti
Aristide Nardini Despotti Mospignotti (Livorno, 1826 – Livorno, 1903) è stato uno storico dell'architettura e bibliotecario italiano.
Si laureò in matematica e fisica presso l'Università degli studi di Pisa e dal 1899 fu bibliotecario della Biblioteca Labronica a Livorno. Fu autore di diversi lavori di storia e critica dell'architettura tra i quali si ricordano Della razionalità architettonica (1853) e Il Duomo di S. Giovanni, oggi battistero di Firenze (1902).